# Jacopo Bracelli
Pour les articles homonymes, voir Bracelli.
Jacopo Bracelli est un historien et diplomate italien. Né à Sarzane en 1390, il est décédé vers 1466 à Gênes. Chancelier de la république de Gênes en 1411, il fait partie des auteurs des lois somptuaires.

## Biographie
Né vers la fin du XIVe siècle à Sarzana, petite ville de la Ligurie, alors dans la république de Gênes, il préféra aux offres de Nicolas V, son compatriote, qui lui proposait l’emploi de son secrétaire, une vie tranquille et laborieuse. Son désintéressement fut récompensé par les Génois, qui le nommèrent chancelier de leur République, et le députèrent, en 1433, au pape Eugène IV, pour lui demander des secours contre Philippe Marie Visconti, duc de Milan, dont ils avaient secoué le joug. Bracelli mourut en 1460, laissant manuscrits quelques ouvrages, dont le plus remarquable est une histoire de la guerre que les Génois avaient soutenue avec succès contre Alphonse V d’Aragon : cette histoire commence à l’an 1412, et finit à 1444 ; de sorte que l’auteur ne parle que d’événements dont il avait été le témoin ; elle fut imprimée par les soins de Masello Venia Beneventano (à Milan, vers 1477, in-8°), sous ce titre : De Bello Hispano libri V. Filippo Beroaldo en compare style à celui des Commentaires de Jules César, que Bracelli avait pris pour modèle. D’autres écrivains en louent aussi le plan et la conduite. Elle fut réimprimée plusieurs fois séparément. Toutes ses œuvres ont été publiées par Augustin Justiniani, Gênes et Paris, 1520, in-4° ; réimprimées à Haguenau, 1530, in-4° ; et depuis plusieurs fois à Rome.

## Œuvres
- De claris Genuensibus libellus.
- Descriptio Liguriæ.
- Epistolarum liber. Ces trois premiers ouvrages ont été insérés dans le t. 1er du Thesaurus Antiquitatum de Grævius.
- Diploma, miræ antiquitatis tabella in agro Genuensi reperta.
- De bello Hispano lib. V.
- Ortus delitiarum.

Un autre de ses opuscules, intitulé : De præcipuis Genuensis urbis Familiis, a été imprimé dans l’Iter Italicum de Mabillon.